# インデペンデンスデイ (お笑いコンビ)
インデペンデンスデイは、かつて浅井企画に所属していた日本のお笑いコンビ。

## メンバー
久保田 剛史（くぼた つよし、1987年2月4日 - 2023年4月18日（36歳没））
ツッコミ担当。
愛知県名古屋市出身。身長177 cm、体重105 kg。BWHはそれぞれ109・103・106。足のサイズ27.5 cm。血液型はA型。
趣味はクロスワードパズル、テレビ・ラジオを鬼のように見たり聞いたりする。特技は少林寺拳法、ももクロ、若手芸人情報。
普通自動車免許を所持している。
1日に100人以上の芸能人ブログをチェックするほどの芸能人好き。
相方・内藤曰く「イジりがいのある風貌。しかも何を言ってもツッコんでくれる。先輩からしたら、いいおもちゃを見つけたって感じだと思います」と評される。
座右の銘は「平穏無事」。
2023年4月18日、体調不良の悪化のため急逝。36歳没。
かーしゃ（元ジャイアントジャイアン、現在構成作家）によると、久保田は亡くなる3日前の4月15日に池袋で行われた、かーしゃが企画した大喜利ライブに出演していたが、4月18日に突然倒れそのまま息を引き取ったとされており、死因は酒の飲みすぎで、病院にも行った形跡はなかったと、自身のnoteに綴っている。

内藤 正浩（ないとう まさひろ、1985年1月28日（40歳） - ）
ボケ担当。
愛知県豊橋市出身。身長163 cm、体重60 kg。BWHはそれぞれ87.3・73.6・92.4。足のサイズ26.5 cm。血液型はA型。
趣味は料理全般。特技は料理（特に燻製・ケーキ・ローストビーフ）、箸を使った宴会芸、長尺のギャグ。
普通自動車免許を所持している。
手先が器用で、細かい作業が得意。有名人の似顔絵をその人が持つ”要素“を用いて描く『要素アート』を得意とする。思いついたきっかけは、小魚が大きな魚に擬態した映像を見かけて「何かに応用できるかも?」と思ったことから。作品をSNSへ上げる際は集合体恐怖症である相方・久保田にあらかじめ見せ、OKが出ればアップしている。久保田曰く「弱点のはずの集合体恐怖症が思わぬところで役に立ちました（笑）」。
座右の銘は「人畜無害」。
2024年5月8日に自身のXにて、引退に伴い浅井企画の退社を発表。

## 来歴
名城大学の落語研究会に属していた久保田が学園祭で漫才をやることになり、同じく落研だった先輩の内藤に対して「どこかミステリアスでセンスがありそう」と思い、2006年にコンビを結成。プロを目指して2人で上京後は1年ほど同居していたが、仕事でも家でもボケてくる内藤に久保田は疲れて引っ越しを決意した。久保田曰く「完全に当てが外れた」。しかし内藤は久保田の引っ越し先のすぐ近所に引っ越してきてよく遊びに来るため、同居していた頃と状況が全く変わらなかった。名古屋時代はどっかんプロに所属していたが、上京後は浅井企画への所属が決まる。
コンビ名の由来は、先輩から「華がないから華のあるコンビ名を付けるように」と言われたため。なお、2人とも眼鏡を着用している。
コンビ揃って事務所の先輩であるずんに可愛がられているが、一度だけ飯尾和樹からダメ出しされた。それはスキャンダルを起こしたタレントをイジるような要素アートをSNSにアップし、その画像を見た飯尾から「暗いニュースで描くのはやめよう。芸人なんだから明るいことしようよ」と連絡が来たこと。すぐにその画像を消し、考えを改めるようになった。
同じ事務所所属のドドん・ジャイアントジャイアン・ニュークレープと共に「ドジお兄」というユニットを組んでいる。
2023年4月18日、久保田が体調不良の悪化により死去。以降は内藤が「ないとうまさひろ」名義でピン芸人として活動。
2024年5月8日、内藤が自身のXにおいて引退及び浅井企画の退社を発表。

## 芸風
主に漫才。内藤からの「こんなこと考えた」「やりたいことがある」といった提案に対して久保田が「はいはい。なんですか? 内藤さん」と返してネタが始まる。
「見た目や人生を散々イジられるのだが、指摘、自虐、分析といった的確なツッコミはもちろん!どこまでが台本なのか分からない」と評されている。
ピンク色のシャツを着た久保田をガリを羽織っているとイジる定番のボケがあった。

## 出演
テレビ
- ハッピーmusic（日本テレビ）
- めちゃ×2イケてるッ!（フジテレビ）
- じわじわチャップリン（テレビ東京）
- ABChan Zoo（テレビ東京）久保田のみ
- くりぃむナンチャラ（テレビ朝日）久保田のみ
- 王様のブランチ（TBS）内藤のみ
- 冗談騎士（BSフジ）
- ウチのガヤがすみません!（日本テレビ）
- 内村さまぁ〜ず（TOKYO MX）
- エビ中★グローバル化計画（TOKYO MX）
- おかべろ（関西テレビ）
- 前略、西東さん（中京テレビ）
- 竹山のやりたい100のこと（CSフジテレビONE）久保田のみ

ラジオ
- マイナビ Laughter Night（TBSラジオ）

舞台
- ハンドシェイカー ヒビキ（盛山響）役　久保田のみ

ライブ
- 「ロビンソンズのふわふわもふもふvol.1」新宿バッシュ!!（2022年12月8日、ワタナベエンターテインメント所属・ロビンソンズ主催ライブのゲスト[11][12]）